# معاهدة أوشي
معاهدة أوشي أو معاهدة لوزان الأولى، هي معاهدة وقعت بين مملكة إيطاليا والدولة العثمانية (تركيا) وتم توقيعها اثر الحرب العثمانية الإيطالية (1911-1912). عقدت في قلعة أوشي في أوشي (ضواحي لوزان) بسويسرا في 22 شوال 1330هـ الموافق 3 أكتوبر 1912. بموجبها انسحبت الدولة العثمانية من ليبيا، كما حصلت على امتيازات في ليبيا، وتركت أهلها وحدهم وجهًا لوجه أمام الإيطاليين.
وجهت إيطاليا إنذارا مدته ثلاثة أيّام للعثمانيين لقبول المقترح الإيطالي للمعاهدة. وبعد مفاوضات وقعت المعاهدة في 18 أكتوبر 1912. ووقعها من الجانب العثماني محمد نبيه بيك ورمبولغيون فخر الدين بيك ومن الجانب الإيطالي بييترو بورتيليني، جيودو فوسيناتو وجوزيبي فولبي.
ومن بنودها يلتزم الخليفة العثماني بمنح الاستقلال الذّاتي لطرابلس وبنغازي، وموافقة الحكومة الإيطالية أن يعين الخليفة العثماني القضاة في بنغازي وطرابلس، وسحب جميع الجنود والضّباط والموظفين من طرابلس وبنغازي.